# LaFace Records
LaFace Records és un segell discogràfic americà, apropiat i operat per Sony BMG i establert el 1989.

## Història
LaFace va ser formada el 1989 pel productor Antonio "La" Reid i Kenneth "Babyface" Edmonds. La combinació d'ambdós sobrenoms va inspirar el nom del segell. LaFace es va fer existosa en la dècada dels 90, responsable per produir artistes populars com TLC, Toni Braxton, OutKast, P!nk, Usher, Goodie Mob, Sean Soltys, Donell Jones i Cee-Ho.
A fins dels anys 90, LaFace va produir menys artistes i Babyface va començar a emfatitzar-se més en la seva pròpia carrera musical. El segell va ser adquirit completament per Arista Records i BMG el 1999.
El 2001, L.A. Ried va ser designat Chairman/CEO d'Arista. Com a resultat de la promoció de Reid, LaFace va ser dissolt mentre que la major part dels seus actes prominents es van moure fins al segell principal d'Arista. El 2004, després de la recontstrucció corporativa de segells BMG, LaFace va ser reactivada com una cambra del recentment reconstruït Zomba Music Group.
També, en la llista del Zomba Group es troben segells com So So Def Recordings, Verity Records i Jive Records. La major part de la seva llista anterior que havia estat moguda a Arista va tornar a la companyia, davant la seva reactivació.